# 多答クイズ
多答クイズ（たとうクイズ）とはクイズの形式のひとつである。クイズの問題のうち、「山手線の駅名」や「アメリカの州の名前」など、ひとつの問題に対し答えが複数あるものをいう。一問多答とも。

## 主な種類
多答クイズの種類と、そのルールである。
多答
最もオーソドックスなもの。とにかく多くの答えを正解した分だけ点をもらえるため、知識量が多いと有利。また、全問正解するとボーナス点が加算される場合もある。
独創性多答
ひとつだけ答えを書き、他の回答者（チーム戦の場合、相手チームにその役目が回ることもある）とかぶらないようにする形式。認知度の低い回答をすればかぶらない可能性が高くなるため知識量に左右されがちだが、逆に他の回答者がポピュラーな答えを避けることも予想されるため、状況によっては知識量が無くとも戦うことができる。自分以外の回答者の思考をいかに予測するかがカギ。
- 利用例
  - 『全国高等学校クイズ選手権』:早押しクイズでまず解答者を決めて、指定されたチーム数の書いた答えと一つも重複しなければクリア。
  - 『クイズ!ヘキサゴン2』:「相手が書かない答えでシュート！PKクイズ」と称され、攻撃側のチームの解答者の答えを、残りの2チームの解答者が阻止するといった、サッカーのペナルティーキック(PK)を模したもの。
  - 『ネットワーク対戦クイズ Answer×Answer2』:「あまのじゃくクイズ」が該当する。選択肢から選ぶ方式なので、自由回答式よりも心理戦の度合いが高い。

協調性多答
独創性多答とは違い、ひとつだけ出した答えが「指定された人数と同じ」であれば正解となる。通常は揃った数だけ得点が加算されるが、特別な制限を設ける場合もある。その場合簡単な回答だと多くの人とかぶり、難しいものを書くと誰ともかぶらないため、多答の中でも難易度の高い部類に入る。パターンは違うが、これも独創性多答同様に相手の思考を読む力がカギといえる。
- 利用例
  - 『マジカル頭脳パワー!!』:「マジカルインスピレーション」が該当する。答えが同じ人数が多いほど、得点も高い。
  - 『クイズ！ヘキサゴン2』:一人の代表者の回答を予想し、残りのチームメンバーが予想する、「もちろんクイズ」というコーナーがあった。

山手線クイズ
上の３つとは少し性格が違う。順番にひとつずつ（複数の場合もあり）答えを答えていき答えられなくなったら負けというもの。後の方になると認知度の低いものが残るケースが多く、実力以上に回答順に左右されることも。
チーム多答
複数人によるチームをつくり、チームで1人ひとつずつ答えを答えていく。最後のメンバーまで答えられたらクリア。前の方にいる人が認知度の低い答えを選び、後の人のプレッシャーを減らすなど並び順に工夫を凝らさないといけない。また、この形式で使われるクイズの答えは必然的に回答者数以上になる。『ネプリーグ』（ここでは「ファイブボンバー」と呼ばれる）などの企画で有名。また、『Qさま!!』ではこの類似例（番組内では「プレッシャースタディー」と呼ばれる。）が有名。